# Christian Hofmann von Hofmannswaldau
Christian Hoffmann von Hoffmannswaldau (Breslavia o Breslau, 25 de diciembre de 1616 - ibíd. 18 de abril de 1679) fue un poeta alemán barroco de la Segunda escuela de Silesia. 

## Biografía
Procedía de una familia de patricios de la silesia Breslau. Se educó en Danzig y Leiden, y conoció a Martin Opitz y Andreas Gryphius, figuras literarias eminentes del barroco alemán. En sus últimos años se vio envuelto en la política de la ciudad de Breslau, en la que terminó por ser Bürgermeister. Fue un hombre de mundo que viajó mucho y llegó a conocer bien la vida cortesana, aunque permaneció toda su vida al servicio de su ciudad natal de Breslau; en vida suya sus poemas circularon solamente manuscritos y fue la publicación póstuma de Deutsche Übersetzungen und Gedichte en 1679 la que aseguró la reputación del que fue más influyente poeta de su época, seguido por la colección más extensa que publicó Benjamin Neukirch, Herrn von Hoffmannswaldau und anderer Deutschen auserlesener und bißher ungedruckter Gedichte, cuyo primer volumen apareció en 1695. 
El estilo poético de Hofmannswaldau, ceñido al tema galante, se destaca por sus extravagantes metáforas, el pródigo uso de la retórica y un desvergonzado erotismo. Muestra el influjo del poeta italiano Giambattista Marino. Su verso enjoyado alcanzó una gran popularidad pero fue atacado por los clasicistas del XVIII, particularmente por Johann Christoph Gottsched. También su inspiración religiosa es típicamente barroca. Su poema "Descripción de la perfecta belleza" ha pasado a todas las antologías de poesía lírica alemana.

## Obras
- Hundert Grab-Schrifften, 1662
- Spiel-ersinnliche Sterbens-Gedancken, 1663
- Kuriose Helden-Briefe und andre herrliche Gedicht, 1673
- Der Getreue Schäffer (traducción de Giovanni Battista Guarini, Il pastor Fido), 1678
- Deutsche Vbersetzungen vnd Getichte, 1679–1727
- Redeübungen. Nebst beigefügten Lobschriften vornehmer Standespersonen, 1702

## Fuente
- Wikipedias inglesa, alemana y francesa.

- Datos: Q64278
- Multimedia: Christian Hoffmann von Hoffmannswaldau / Q64278